# Tercera via (política)
|  | Aquest article tracta sobre Política internacional. Vegeu-ne altres significats a «Tercera via». |

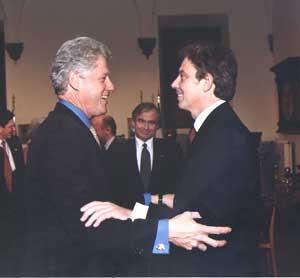
Bill Clinton i Tony Blair, partidaris de la "Tercera Via".

En política, la tercera via és una posició política que intenta reconciliar les postures de dreta i esquerra per a defensar una síntesi variable de dreta econòmica i les polítiques socials d'esquerra. La tercera via va aparèixer com una reavaluació política des de diferents moviments polítics de centre-esquerra com a resposta als dubtes teòrics sobre la viabilitat econòmica de les polítiques d'intervencionisme econòmic que anteriorment havien estat popularitzades pel keynesianisme i que havien perdut popularitat arran de l'estagflació a les crisis dels anys 1970 i l'auge del liberalisme econòmic i la Nova Dreta. La Tercera Via és promoguda per alguns moviments social democràtics i social liberals.
El destacat polític laborista Tony Blair, defensor d'aquesta teoria, va reclamar que el socialisme que ell defensava era diferent al de les concepcions tradicionals del socialisme. Blair va dir "La meua classe de socialisme és un conjunt dels valors basats al voltant de nocions de justícia social… El socialisme com a concepció rígida del determinisme econòmic ha acabat, i correctament". Blair va definir-ho com un "socialisme" que implica polítiques que reconeguen els individus com socialment interdependents, i advocava per la justícia social, la cohesió social, valorar equitativament cada ciutadà, i oferir igualtat d'oportunitats. El teòric socialdemòcrata de la tercera via Anthony Giddens considera que la tercera via refusa la concepció tradicional de socialisme, i en comptes d'això accepta la concepció de socialisme concebuda per Anthony Crosland com una doctrina ètica (socialisme ètic) que concep que els governs socialdemòcrates han aconseguit un socialisme ètic viable eliminant els elements injustos del capitalisme i combinant-los amb una cobertura social per proporcionar benestar social i altres polítiques, i que el socialisme contemporani ha superat la reclamació marxista de la necessitat de l'abolició de Capitalisme. En 2009, Blair es va mostrar partidari d'un nou capitalisme.
La tercera via dona suport a l'obtenció d'un major igualitarisme a la societat a través d'accions que facen augmentar la distribució d'habilitats, capacitats, i dotacions productives, tot rebutjant la redistribució d'ingressos com el mitjà per aconseguir aquest objectiu. A més, emfasitza un compromís en equilibrar pressupostos, proporcionant la igualtat d'oportunitats combinada amb un èmfasi en el concepte de responsabilitat personal, descentralització de poder de govern al nivell més baix possible, encoratjament de la col·laboració publicoprivada, millorar les condicions laborals, la inversió en desenvolupament humà, protecció de capital social i protecció de l'entorn.
La tercera via ha rebut crítiques de sectors conservadors i llibertarians que defensen el capitalisme de Laissez faire. També ha estat fortament criticat per molts demòcrates socials, comunistes i socialistes democràtics en considerar estes propostes com una traïció als valors de l'esquerra.